# فلافيو دي كارفاليو
فلافيو دي كارفاليو (بالبرتغالية: Flávio de Carvalho‏) هو مهندس معماري ورسام برازيلي، ولد في 10 أغسطس 1899 في بارا مانسا في البرازيل، وتوفي في 4 يونيو 1973.

## وصلات خارجية
- فلافيو دي كارفاليو على موقع مونزينجر (الألمانية)